# Colby Sorsdal
Colby Sorsdal (Pittsburgh, 1º marzo 2000) è un giocatore di football americano statunitense che milita nel ruolo di offensive tackle per i Detroit Lions della National Football League (NFL).

## Carriera

### Detroit Lions
All'università Sorsdal giocò a football al College di William e Mary. Fu scelto nel corso del quinto giro (152ª scelta assoluta) del Draft NFL 2023 dai Detroit Lions. Debuttò come professionista subentrando nella gara del primo turno vinta sui Kansas City Chiefs campioni in carica. La sua prima stagione si chiuse con 16 presenze, di cui 3 come titolare.